# Oosterhout
Oosterhout es una ciudad y un municipio de la provincia de Brabante Septentrional en los Países Bajos, históricamente en la baronía de Breda. El 30 de abril de 2017 contaba con una población de 54.780 habitantes, con una superficie de 73,09 km², de los que 1,62 km² corresponden a la superficie ocupada por el agua, lo que supone una densidad de 766 h/km². 
El lugar se menciona ya en el siglo XIII. Su castillo, propiedad de una rama de los condes de Strijen, de los que toma el nombre, y luego de los Nassau, comenzó a construirse  hacia 1288. Estratégicamente situado en el camino a Breda, perdió parte de esa importancia en 1421 al inundarse los caminos y los condes de Nassau prefirieron fijar su residencia en el castillo de Breda. Destruido en la Guerra de los Ochenta Años, sus ruinas fueron en gran parte demolidas en la primera mitad del siglo XVIII, quedando en pie solo parte de la arruinada torre principal.

## Galería de imágenes

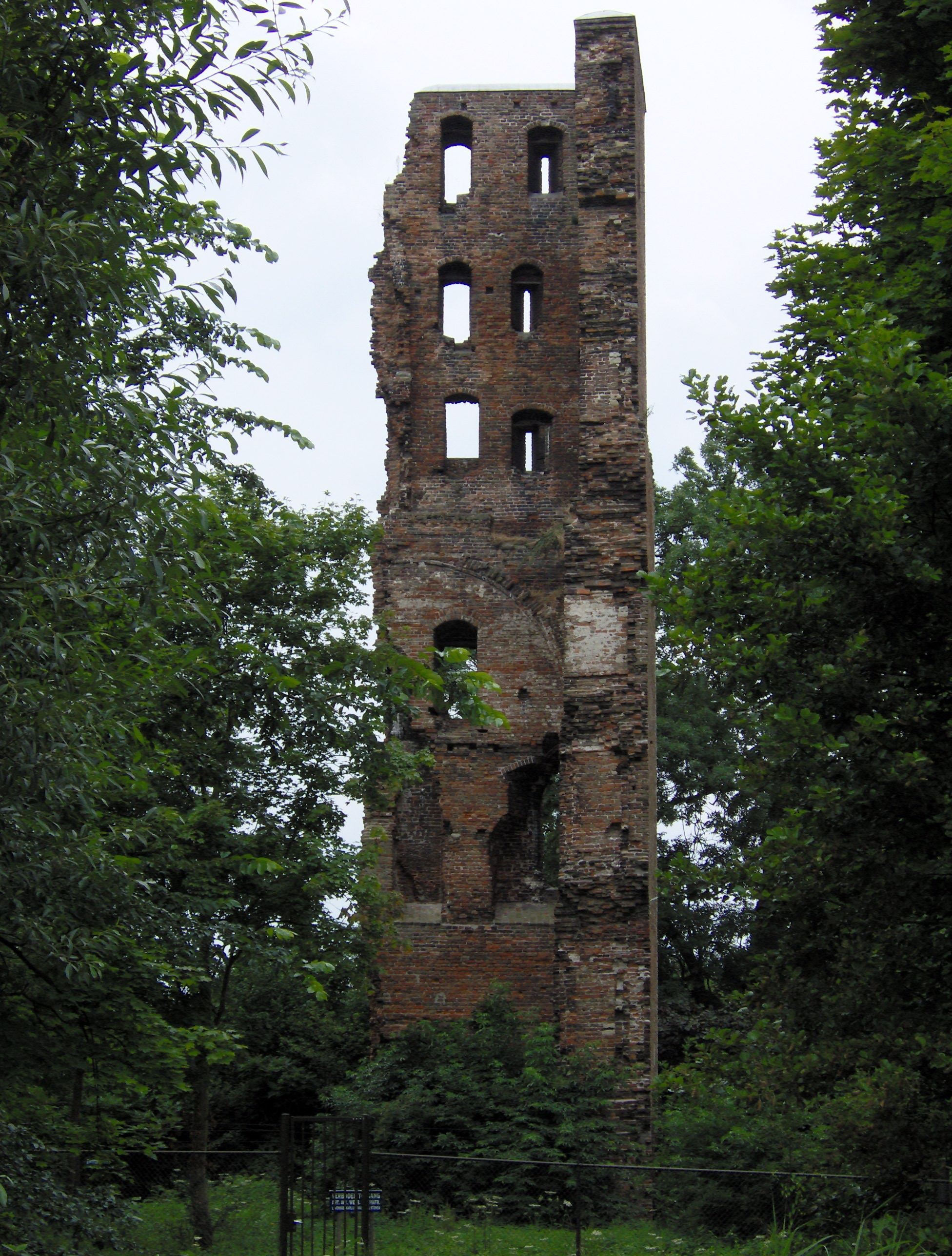
Ruinas del castillo Strijen
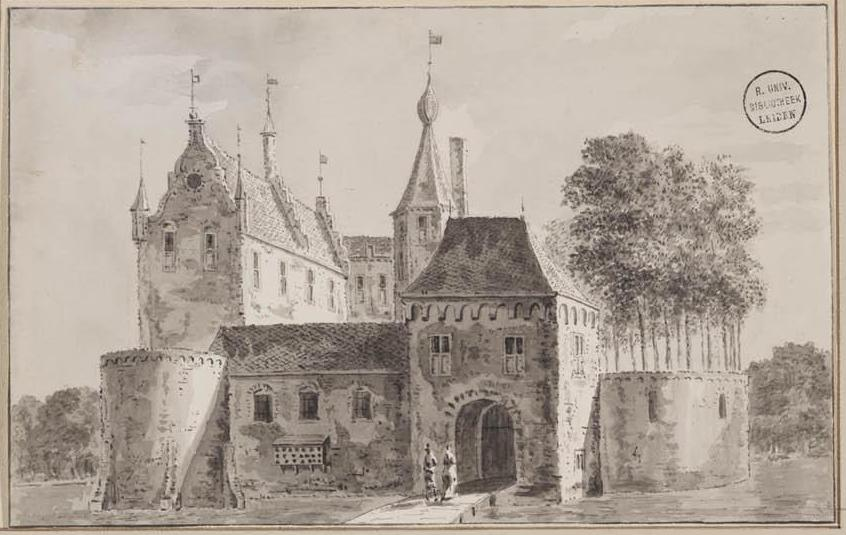
El castillo Strijen según una estampa de hacia 1730
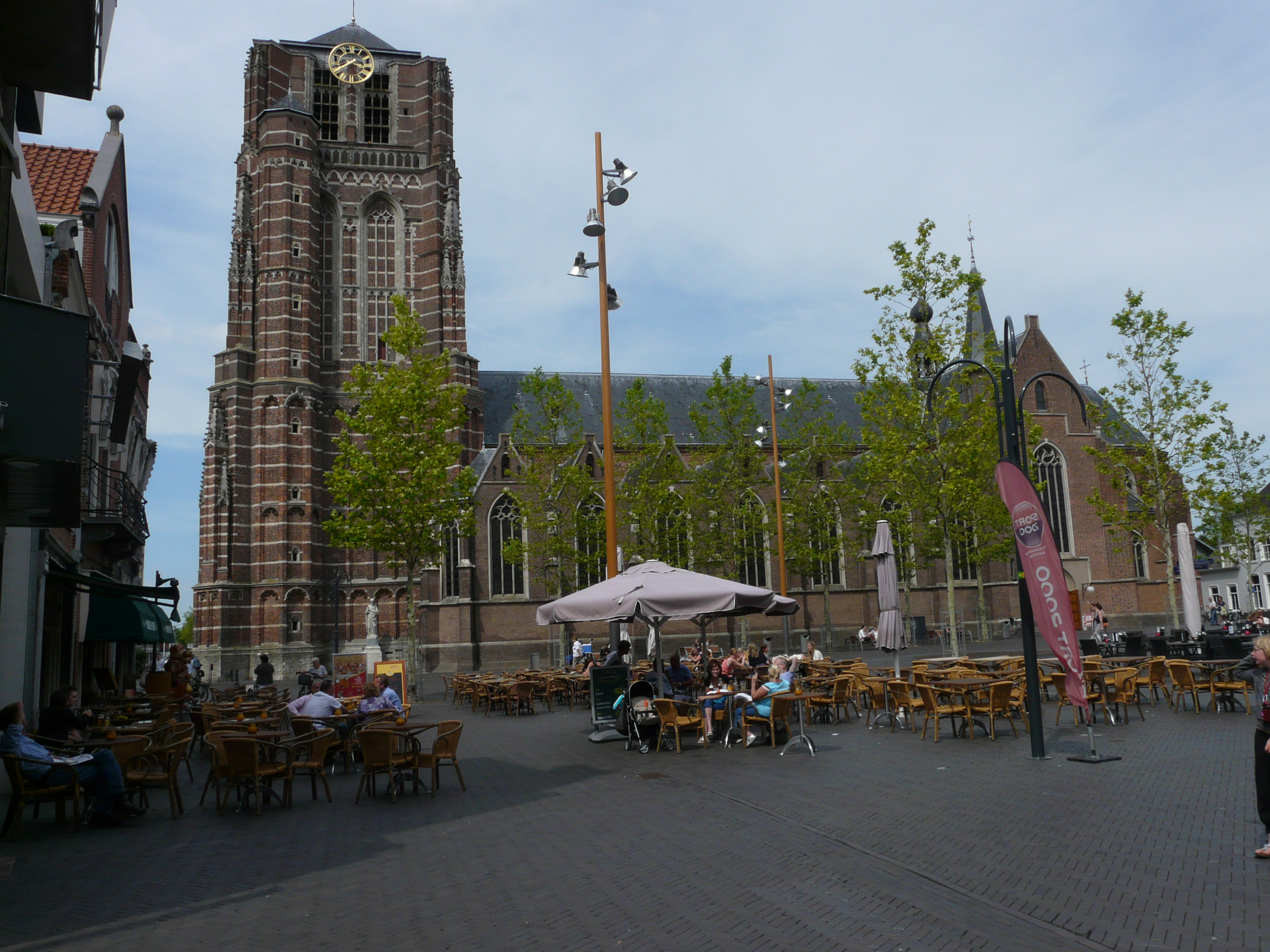
Plaza del mercado y basílica de San Juan
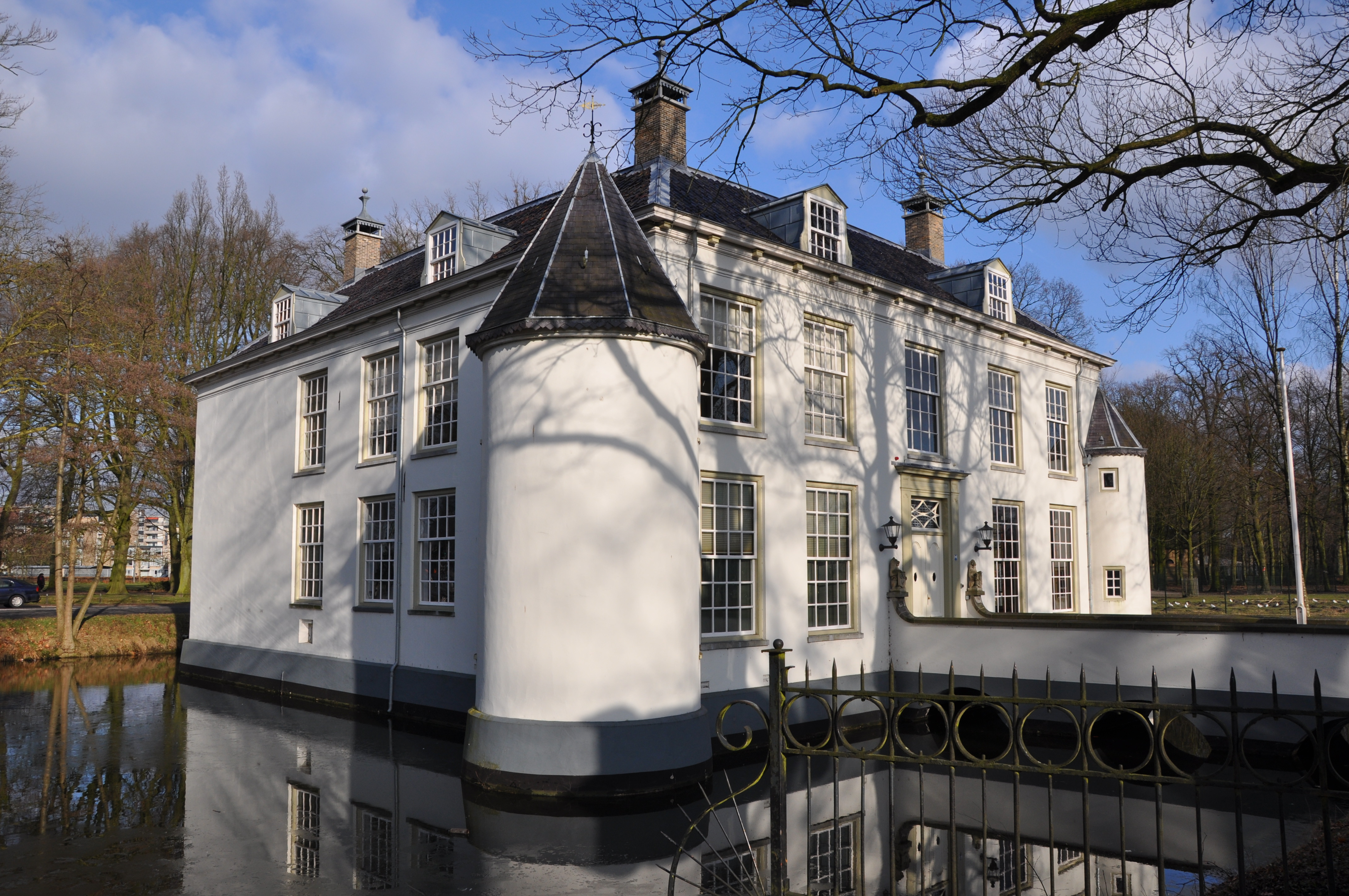
Slojte Limburg